# 23457 Beiderbecke
23457 Beiderbecke (1989 GV6) là một tiểu hành tinh vành đai chính được phát hiện ngày 5 tháng 4 năm 1989 bởi M. Geffert ở Đài thiên văn Nam Âu. Nó được đặt theo tên Bix Beiderbecke.